# Gauliga Westfalen 1944/45
Die Gauliga Westfalen 1944/45 war die zwölfte und letzte Spielzeit der Gauliga Westfalen im Fußball. Statt der eingleisigen Gauliga wurden drei Gruppen gebildet, die am 17. September 1944 den Spielbetrieb aufnahmen. Die drei Gruppensieger sollten nach den Planungen in einer Doppelrunde den westfälischen Gaumeister ermitteln. Kriegsbedingt kam der Spielbetrieb in allen drei Gruppen nach und nach zum Erliegen, sodass die Saison abgebrochen wurde.

## Gruppe 1
Die Gruppe 1 hält den Spielbetrieb bis zum 22. Oktober 1944 aufrecht. An fünf Spieltagen werden dreizehn der 36 geplanten Meisterschaftsspiele angepfiffen.

### Kreuztabelle
| 1944/45                 | S04  | HER | BOC    | WAT | HAS | ERK  | GEL |
| ----------------------- | ---- | --- | ------ | --- | --- | ---- | --- |
| FC Schalke 04           |      |     |        | 8:1 |     | 12:0 |     |
| Westfalia Herne         |      |     | abg. a | 3:3 |     |      |     |
| KSG Preußen/VfL Bochum  |      |     |        |     | 6:0 |      | 5:2 |
| SG 09/30 Wattenscheid   |      |     | 4:1    |     |     | 3:3  |     |
| SC Hassel               | 1:16 | 2:7 |        |     |     |      |     |
| SpVgg Erkenschwick      |      |     |        |     | 2:3 |      |     |
| Alemannia Gelsenkirchen | 0:7  | 1:3 |        |     |     |      |     |

### Tabelle
| Pl.                                             | Verein                    | Sp. | S | U | N | Tore    | Quote | Punkte |
| ----------------------------------------------- | ------------------------- | --- | - | - | - | ------- | ----- | ------ |
| 1.                                              | FC Schalke 04 (M)         | 4   | 4 | 0 | 0 | 043:200 | 21,50 | 08:0   |
| 2.                                              | Westfalia Herne           | 3   | 2 | 1 | 0 | 013:600 | 2,17  | 05:10  |
| 3.                                              | KSG Preußen/VfL Bochum    | 3   | 2 | 0 | 1 | 012:600 | 2,00  | 04:20  |
| 4.                                              | SG 09/30 Wattenscheid (N) | 4   | 1 | 2 | 1 | 011:150 | 0,73  | 04:40  |
| 5.                                              | SC Hassel (N)             | 4   | 1 | 0 | 3 | 006:310 | 0,19  | 02:60  |
| 6.                                              | SpVgg Erkenschwick        | 3   | 0 | 1 | 2 | 005:180 | 0,28  | 01:50  |
| 7.                                              | Alemannia Gelsenkirchen   | 3   | 0 | 0 | 3 | 003:150 | 0,20  | 0:60   |
| Quelle: Herner Zeitung, Stand: 22. Oktober 1944 |                           |     |   |   |   |         |       |        |

| Zum Saisonende 1943/44: |                                                                            |
|                         |                                                                            |
| (M)                     | Titelverteidiger 1943/44: FC Schalke 04                                    |
| (N)                     | Aufsteiger aus der Bezirksklasse 1943/44: SC Hassel, SG 09/30 Wattenscheid |

## Gruppe 2
Die Gruppe 2 hält den Spielbetrieb bis zum 1. Oktober 1944 aufrecht. An drei Spieltagen finden vier der 25 geplanten Meisterschaftsspiele statt.

### Kreuztabelle
| 1944/45             | BVB | ALE | ALT | BÖV | AHL | RÖH |
| ------------------- | --- | --- | --- | --- | --- | --- |
| Borussia Dortmund   |     | 3:1 |     |     |     |     |
| Alemannia Dortmund  |     |     | 2:0 |     |     |     |
| VfL Altenbögge      |     |     |     |     |     |     |
| BC Bövinghausen     |     |     |     |     |     |     |
| KSG Ahlen           |     |     | 0:1 |     |     |     |
| SpVgg Röhlinghausen | 0:4 |     |     |     |     |     |

### Tabelle
| Pl.                                            | Verein              | Sp. | S | U | N | Tore    | Quote | Punkte |
| ---------------------------------------------- | ------------------- | --- | - | - | - | ------- | ----- | ------ |
| 1.                                             | Borussia Dortmund   | 2   | 2 | 0 | 0 | 007:100 | 7,00  | 04:0   |
| 2.                                             | Alemannia Dortmund  | 2   | 1 | 0 | 1 | 003:300 | 1,00  | 02:20  |
| 3.                                             | VfL Altenbögge      | 2   | 1 | 0 | 1 | 001:200 | 0,50  | 02:20  |
| 4.                                             | BC Bövinghausen (N) | 0   | 0 | 0 | 0 | 000:000 | 1,00  | 0:0    |
| 5.                                             | KSG Ahlen (N)       | 1   | 0 | 0 | 1 | 000:100 | 0,00  | 0:20   |
| 6.                                             | SpVgg Röhlinghausen | 1   | 0 | 0 | 1 | 000:400 | 0,00  | 0:20   |
| Quelle: Herner Zeitung, Stand: 1. Oktober 1944 |                     |     |   |   |   |         |       |        |

| Zum Saisonende 1943/44: |                                                                         |
|                         |                                                                         |
| (N)                     | Aufsteiger aus der Bezirksklasse 1943/44: BV Bövinghausen 04, KSG Ahlen |

## Gruppe 3
Die Gruppe 3 hält den Spielbetrieb bis zum 24. September 1944 aufrecht. An zwei Spieltagen finden drei der 36 geplanten Meisterschaftsspiele statt.

### Kreuztabelle
| 1944/45                         | PAD | BIE | HER | MIN | LEM | LIP | NEU |
| ------------------------------- | --- | --- | --- | --- | --- | --- | --- |
| Sportfreunde Rot-Weiß Paderborn |     |     |     |     |     |     | 5:0 |
| KSG Bielefeld                   |     |     | 2:2 |     |     |     |     |
| Union Herford                   | 0:3 |     |     |     |     |     |     |
| Wehrmacht SG Minden             |     |     |     |     |     |     |     |
| Militär SV Lemgo                |     |     |     |     |     |     |     |
| Teutonia Lippstadt              |     |     |     |     |     |     |     |
| SV 07 Neuhaus                   |     |     |     |     |     |     |     |

### Tabelle
| Pl.                                               | Verein                              | Sp. | S | U | N | Tore    | Diff. | Punkte |
| ------------------------------------------------- | ----------------------------------- | --- | - | - | - | ------- | ----- | ------ |
| 1.                                                | Sportfreunde Rot-Weiß Paderborn (N) | 2   | 2 | 0 | 0 | 008:000 | ∞     | 04:0   |
| 2.                                                | KSG Bielefeld                       | 1   | 0 | 1 | 0 | 002:200 | 1,00  | 01:10  |
| 3.                                                | Union Herford (N)                   | 2   | 0 | 1 | 1 | 002:500 | 0,40  | 01:30  |
| 4.                                                | Wehrmacht SG Minden (N)             | 0   | 0 | 0 | 0 | 000:000 | 1,00  | 0:0    |
| 5.                                                | Militär SV Lemgo (N)                | 0   | 0 | 0 | 0 | 000:000 | 1,00  | 0:0    |
| 6.                                                | Teutonia Lippstadt (N)              | 0   | 0 | 0 | 0 | 000:000 | 1,00  | 0:0    |
| 7.                                                | SV 07 Neuhaus (N)                   | 1   | 0 | 0 | 1 | 000:500 | 0,00  | 0:20   |
| Quelle: Herner Zeitung, Stand: 24. September 1944 |                                     |     |   |   |   |         |       |        |

| Zum Saisonende 1943/44: | |
|                         | |
| (N)                     | Aufsteiger aus der Bezirksklasse 1943/44: Sportfreunde Rot-Weiß Paderborn, Wehrmacht SG Minden, Militär SV Lemgo, Teutonia Lippstadt, SpVgg Union Herford, SV 07 Neuhaus |